# Grant Aleksander
Grant Aleksander (* 6. August 1959 in Baltimore, Maryland; eigentlich Grant Kunkowski) ist ein US-amerikanischer Schauspieler.

## Leben
Grant Aleksander studierte Theater an der Washington and Lee University in Lexington (Virginia). Nach Abschluss zog er nach New York, wo er einige Zeit als Model und Kellner arbeitete, bevor er 1982 sein Debüt in der Fernsehserie Junge Schicksale (engl. ABC Afterschool Specials) gab. Ein Jahr später stieg er in der Soap Springfield Story ein, wo er die Rolle des Phillip Granville Spaulding in 145 Episoden von 1983 bis 1984, 1986 bis 1991 und von 1996 bis 2004 spielte. Zudem hatte er einige kleinere Auftritte in Fernsehserien wie All My Children und Wer ist hier der Boss?.
1998 gewann er gemeinsam mit Beth Ehlers den Soap Opera Digest Award als bestes Leinwandpaar. Weitere siebenmal war er für diesen Award nominiert. 1998 erhielt er zudem eine Emmy-Nominierung als bester Nebendarsteller, 2003 und 2004 als bester Hauptdarsteller.
Grant Aleksander ist seit 1987 mit Sherry Ramsey verheiratet. Er ist aktives PETA-Mitglied.